# ウィルフレッド・ラウ
ウィルフレッド・ラウ（劉浩龍、英語: Wilfred Lau、1976年8月13日 -）は、香港出身の男性C-ROCK歌手・俳優である。愛称は師兄。身長は178 cm。体重は150lbs。星座はしし座。1997年に、香港の中国語歌謡コンテストに参加し最優秀賞を獲得した。2004年にはゴー・イースト・エンターテインメントの契約に署名して会社の歌手・俳優になった。現在の所属事務所／レコード会社はイースト・アジア・エンターテインメントである。

## 音楽作品

### ソロアルバム
1. 2004年6月3日 - Start Up
2. 2004年12月30日 - Singing in the Rain
3. 2005年9月23日 - Past & Present
4. 2006年7月20日 - All The Best（新曲+精選）
5. 2008年6月27日 - Le Nouvel（EP）

### 参加アルバム
- 2005年：『Love 05 情歌集』
- 2006年：『Love 06 情歌集』
- 2007年：『Love07情歌集 樂壇獎門人』

## コンサート
- 2005年8月18日〜8月19日：網上行Love Music第二擊『人神鬥』概念音楽会（俳優で参加）
- 2006年8月：劉浩龍All The Best音楽会

### 参加のコンサート
2008年:
- sammi show mi シドニー＆メルボルンコンサート（ゲスト）
- sammi show mi ニュージーランドコンサート（ゲスト）

## 出演作品

### 映画
2002年:
- 『魂魄唔齊』
- 『飛虎雄師』
- 『當男人變成女人』

2005年:
- 『擁抱每一刻花火』

2008年:
- 『スナイパー:』

2012年:
- 『高海抜の恋』（第7回大阪アジアン映画祭で上映）

### テレビドラマ (TVB)
- 1998年：『雙面伊人』
- 2004年：『赤沙印記@四葉草.2』- RON [ゲスト（第6、8話）] 役

### 番組司会
- 1997年：TVB - 『Sunday新地帶』
- 1998年〜1999年：TVB - 『週末新地帶』
- 1999年：TVB - クリスマスイブ・スペシャル
- 2000年：TVB - 『翡翠2000音樂幹線』
- 2002年：3by8.com - 龍啞幼稚園

#### TeenPower
- 2004年4月10日〜2004年8月28日：『半島冰室I』（Angela、ヤン・ンと共に）
- 2005年7月10日〜2005年10月2日：『半島冰室II』（Angela、陳文媛と共に）